# Eldiarda d'Anglesola
Eldiarda d'Anglesola, també anomenada Eldiardis, Aldiarda, o Eliarda d'Anglada, Anglesola, Angularia, Angulariola o Englasola (Segle XII - Vallbona de les Monges, gener o febrer de 1267), va ser primer abadessa del Monestir de Santa Maria de Valldaura, al Berguedà (1243-1245), per acabar sent-ho del de Vallbona de les Monges (1246-1258).

## Abadiat
Sense cap mena de dubte i atès el tarannà de la protagonista, Eldiarda devia ser la primera interessada a ser abadessa del cenobi de més prestigi cistercenc femení de Catalunya. D'altra banda, potser va començar sent-ho de Valldaura per fer el guiatge a qui la succeiria, Blanca de Berga. De fet, Eldiarda va ser una abadessa de consens entre l'orde i les famílies dels Portella i dels Berga.
Segurament era filla d'Eldiarda d'Àger, que va ser abadessa del monestir entre 1232 i 1242, i neta de Berenguera d'Anglesola (1172/1181-1225), que també professà a Vallbona.
Malgrat que durant els dos anys en què Eldiarda va ser la superiora de Valldaura van tenir lloc importants accions, donacions i fets relacionats amb l'estructura fundacional de la comunitat i l'organització administrativa del monestir, fa la sensació que aquesta abadessa només hi era de pas, que es preparava per a missions superiors. Tanmateix, no és gens estrany que en una mateixa persona recaiguin els abadiats de monestirs diferents. Els motius poden obeir a circumstàncies molt diverses, des de la decisió pròpia d'una abadessa fins als interessos de les seves famílies, passant per un buit de poder en un moment determinat.

### A Santa Maria de Valldaura
Situar dins el terme d'Olvan i la parròquia de Sant Maurici de Berguedà, Santa Maria de Valldaura ja comptava amb una comunitat femenina l'any 1006. Però arran de l'edificació de la capella (1231) gràcies als germans Bernat i Geralda de la Portella, senyors del castell de la Portella, van adoptar la regla benedictina. L'any 1237, amb llicència del papa Gregori IX, s'hi va traslladar part de les monges del monestir de Santa Maria de la Bovera.

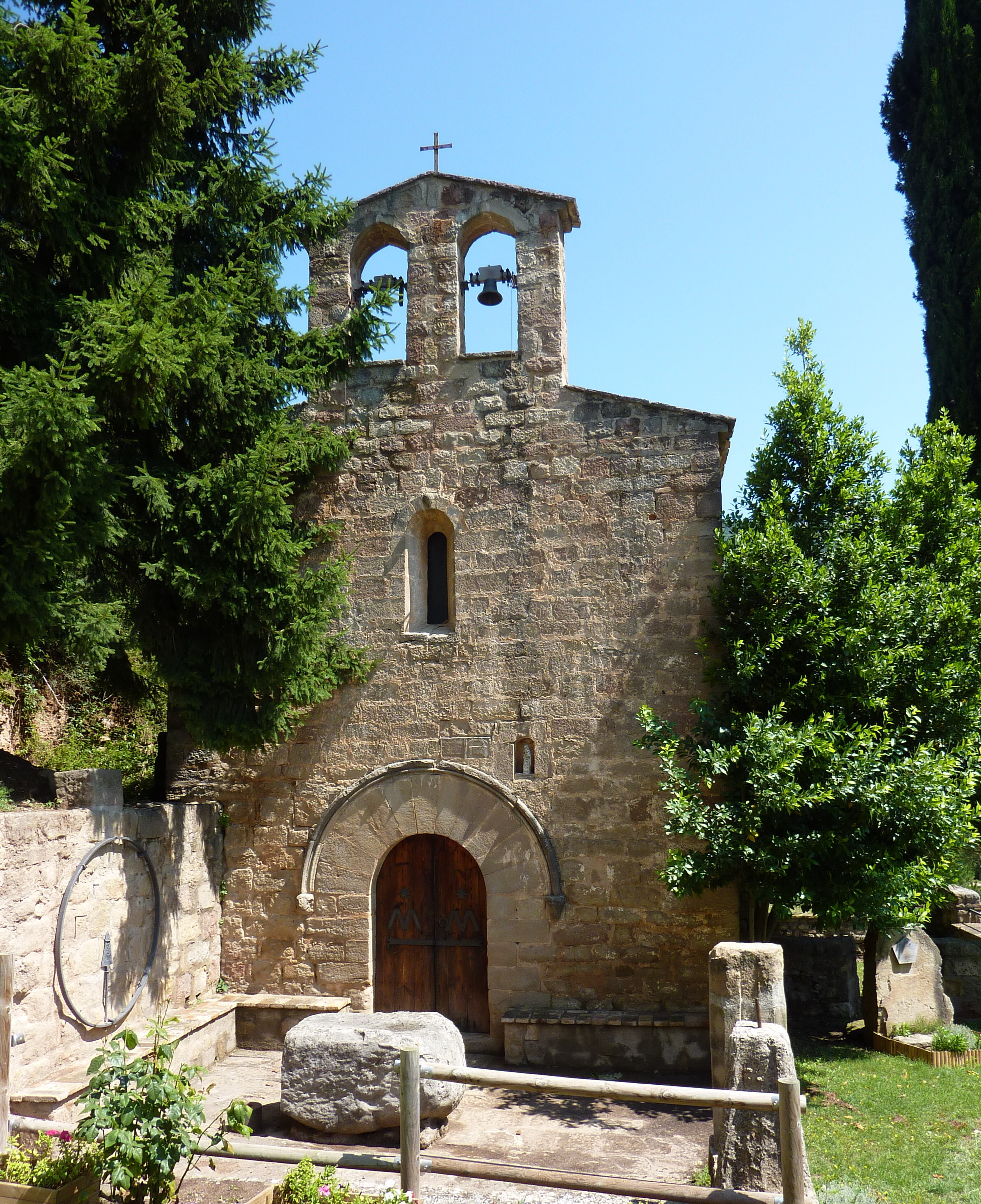
Monestir de Santa Maria de Valldaura, al Berguedà

Consta que Eliarda d'Anglesola va ser abadessa de Valldaura del 18 de març de 1243 al 27 de febrer de 1245; des de 1243, en què el monestir va rebre importants donacions per part de la família Portella. Bernat de Portella deixa en el seu testament (20 de juny de 1243), les rendes d'ous, formatge i lanovet, o sigui, lli, cànem i llana, durant 10 anys. Deixà per pagar les seves injúries, espletes, sortides, censos, i altres drets de les seves terres durant vint anys a Geralda de Portella, monja del monestir. Si Geralda mor, mana que passi a l'abadessa de Valldaura, dona també els masos, honors i homes de Vinyoles, per pagar els presbiteris del monestir establerts per ell.
El 16 de juny de 1244 la família Rajadell, Berenguer, Raimon i Guillem, van vendre i concedir al monestir la part dels seus drets del castell i terme de Puigdemàger. L'últim document de Santa Maria de Valldaura que correspon a Eldiarda és del 27 de febrer de 1245, en què Raimon de Portella, amb la voluntat del seu germà Pere de Berga, reconeix la donació del seu pare, Bernat de Portella, per al manteniment de tres presbiteris per ells establerts anys abans i la donació del mas d'Artiga de la parròquia de Santa Maria d'Olvan, en lliure i franc alou, amb tots els seus honors, drets, cases i pertinences; i part dels drets i dominis del mas d'Escobet a la parròquia de Quart.

### A Santa Maria de Vallbona de les Monges
El monestir cistercenc femení de Vallbona de les Monges va iniciar la seva activitat monacal en la segona meitat del segle xii. Entre els segles xiii i xiv van ocupar l'abadiat diverses dones pertanyents a la important nissaga lleidatana dels Anglesola. Aquest llinatge fou fundat el 1079 per Berenguer Gombau d'Anglesola, primer baró i senyor del castell d'Anglesola, i va tenir un destacat paper en la conquesta i el repoblament de la Catalunya Nova (en una àmplia zona compresa entre els actuals Pla d'Urgell, Segarra i Urgell, així com la ciutat de Lleida).
Eldiarda d'Anglesola va ser la primera abadessa del monestir procedent de la família Anglesola entre els anys 1246 i 1258. La van seguir Blanca d'Anglesola (1294-1328), Berenguera d'Anglesola i de Pinós (1348-1377), Sibil·la d'Anglesola (1372-1379) i Saurena d'Anglesola (1372-1392).
Contemporània de Jaume I, va rebre del rei un seguit de drets feudals i de rendes que la van convertir en una important senyora feudal. No va rebre només donacions del rei Jaume, sinó també del gendre d'aquest, Alfons X de Castella, que s'havia casat amb la seva filla Violant.

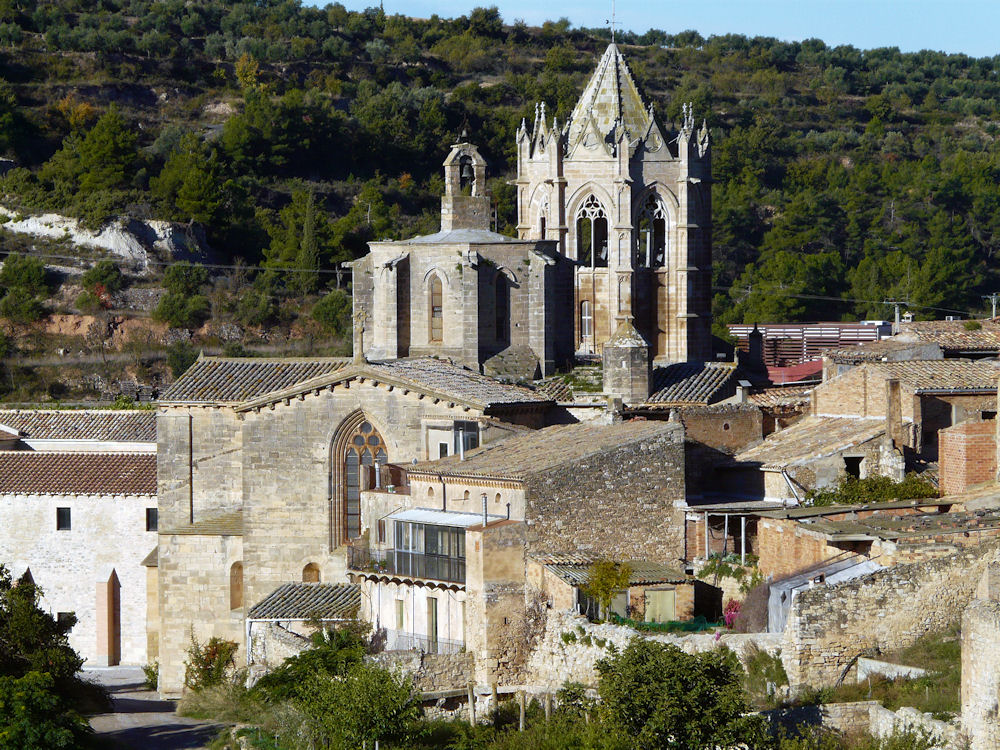
Monestir de Santa Maria de Vallbona de les Monges, del qual Eldiarda fou abadessa

La primera menció com a abadessa la trobem en una gràcia, donada nominalment per Jaume I (28 d'octubre de 1246) a l'abadessa per tal que <<les bèsties de dit monestir, tant de tragí, de anar a cavall y llaurar>> no puguin ser empenyorades, preses ni detingudes per causa d'algun deute. Les atribucions i concessions que el rei Jaume atorgà a Eldiarda van ser moltes (donació dels delmes dels termes i viles de Sarral, Cabra, Anguera, així com dels drets del mercat de Montblanc i de tots els seus molins; donació anual de tres cafissos de cigrons sobre els rèdits reials de la vila i muntanya de Prades; diploma concedint-li mil quarteres d'ordi a càrrec dels rèdits de Vilafranca del Penedès…). Per descomptat que hi influïa la seva esposa, la reina Violant d'Hongria, que sentia una especial predilecció per aquest monestir. La reina hi va voler ser enterrada i així ho expressà en el testament datat el 12 d'octubre de 1251. Quan va morir es trobava a Osca, al santuari de Nostra Senyora de Salas, on de manera provisional va ser sebollida.
Violant va estipular en el seu testament la fundació de cinc capellanies que sempre celebressin misses solemnes i preguessin per la seva ànima i la del rei. Va donar 1.000 morabatins a Vallbona i altres sumes menors als cenobis filials del Pedregal, les Franqueses, Vallverd i Casbas.
Ferenc Oliver Brachfeld, que va escriure una biografia sobre la reina Violant, ens narra amb emoció el seu traspàs: <<Una nit negra i plujosa d'aquell mes d'octubre de 1251, un seguici fúnebre s'aturà davant les portes del monestir de Vallbona. L'abadessa -–quarta en la dignitat abacial, tan freqüent en els cognoms cèlebres--, Eldiardis d'Anglesola, descendent de la família dels fundadors, baixa cuita-corrents a rebre els nouvinguts. Resta esbalaïda de reconèixer enmig del seguici de Jaume I, el Justícia Major d'Aragó i uns quants alts dignataris del regne al voltant del fèretre. L'abadessa ofega un crit; no li ha costat gaire esbrinar de qui són les despulles contingudes en el taüt, ja que la reina havia manifestat manta vegades que volia ser enterrada al monestir de Vallbona>>.
L'enterrament de Violant d'Hongria en època d'Eliarda (1254) confirma el caràcter reial del convent, ja iniciat arran de la seva fundació per part de la reina Sança el 1178.
El poder econòmic de Vallbona, afavorit pels reis, va permetre que es completés la construcció de l'església del monestir. D'altra banda, la prosperitat de Vallbona va afavorir que hi hagués moltes demandes per ingressar-hi. És interessant de remarcar el cas de Maria, una noia que fins i tot va acudir al papa per poder convertir-se en monja vallbonina.

## Puella litterata
L'abadessa Eliarda va rebre el prec (que equivalia a una ordre) del papa Alexandre IV. En el document datat el 22 de novembre de 1254 li deia que en reverència a la Santa Seu i a la seva sagrada persona rebessin com a monja i germana i tractessin amb sincera caritat la seva estimada filla en Crist Maria, filla del noble cavaller Arnau d'Aguilar, donzella lletrada, <<puella litterata>>, que volia deixar les vanitats del món per servir Déu al monestir de Vallbona.
Els Aguilar no eren estranys al monestir. Provinents d'Aguilar de Segarra, un d'ells, Miró d'Aguilar, va ser nomenat marmessor en el testament de Guillem de Guàrdia-Alada, en el qual aquest va deixar 50 morabatins a Vallbona. Aleshores, si era una família vinculada al monestir, per què Maria va necessitar la intercessió papal?
La resposta la trobem en el gran nombre de sol·licituds d'ingressos que rebia Vallbona.
Que s'argumentés que era una <<puella litterata>> era un afegitó que l'afavoria, ja que a Vallbona no era un fet estrany que hi hagués monges cultes, el monestir gaudia d'un scriptorium i d'una escola monacal que va ser autoritzada l'any 1198. D'acord amb l'armorium o biblioteca monàstica, hi havia monges versades en l'exegesi de l'Escriptura i dels Pares. Pel que sembla, Maria d'Aguilar no sabia només llegir, sinó que tenia coneixements de gramàtica llatina.

## La llosa majestàtica
Des del punt de vista històric i iconogràfic és molt interessant la llosa que amb tota probabilitat pertany a Eldiarda d'Anglesola. És la més antiga de totes les que es conserven, està representada en forma de figura jacent i esculpida en mig relleu. L'abadessa subjecta amb la mà esquerra la regla benedictina, símbol de la seva missió doctrinal com a directora del cenobi. Cal dir que malgrat ser molt important, aquest distintiu no és habitual en les representacions, i amb la mà dreta subjecta el bàcul pastoral, símbol de l'autoritat i de la jurisdicció, que, per diferenciar-lo de l'episcopal, es guarneix amb un vel anomenat panisellus. Un altre dels trets característics de la llosa és el fet que l'abadessa es representa coronada com a símbol del seu poder espiritual i de la reialesa immaterial. Al costat esquerre de la figura hi ha representats tres lliris, símbols de la puresa, i un angelet que subjecta una clau, símbol d'una cerimònia vallbonina anomenada el cabasset de les claus, durant la qual la nova abadessa obria i tancava la porta del monestir acompanyada de les dues monges més ancianes com a representació del poder del cenobi que se li lliurava amb el nomenament. A la part superior del cap hi ha un altre angelet tot simbolitzant la custòdia. Tanmateix, quatre escuts heràldics situats damunt les espatlles de l'abadessa i uns altres tres romanen als seus peus. El relleu de la llosa ens permet apreciar com anava vestida, el volum airós de l'hàbit que més que l'abillament d'una monja sembla d'una princesa.